# Kuźnica (stowarzyszenie)
Kuźnica – organizacja społeczna założona w 1975 roku w Krakowie, od 1989 roku działająca pod nazwą Stowarzyszenie „Kuźnica”, zrzeszająca ponad trzystu lewicowych intelektualistów, artystów i polityków.
Filie „Kuźnicy” działają w Warszawie, Nowym Sączu, Tarnowie, Sosnowcu i Zamościu.

## Historia

### I okres „Kuźnicy”: Klub Twórców i Działaczy Kultury „Kuźnica” (1975–1983)
„Kuźnica”, początkowo funkcjonująca pod nazwą Klub Twórców i Działaczy Kultury „Kuźnica”, powstała z inicjatywy lewicowej inteligencji Krakowa, głównie członków Polskiej Zjednoczonej Partii Robotniczej, z Tadeuszem Hołujem na czele. Inicjatywa zyskała akceptację Krakowskiego Komitetu Wojewódzkiego PZPR. Jej pierwszym przewodniczącym został Tadeusz Hołuj, pisarz, działacz polityczny, były więzień Auschwitz. Od początku grupowała lewicową, przede wszystkim partyjną inteligencję, stwarzając jej możliwość dyskusji o najważniejszych sprawach kultury, sztuki, literatury, ale także o sytuacji społeczno-gospodarczej i politycznej w Polsce. „Kuźnica” stała się miejscem integracji krakowskich ludzi kultury, była również ośrodkiem szkoleń partyjnych, ale także miejscem, gdzie partyjni intelektualiści mogli artykułować swoje przemyślenia na temat sytuacji w kraju.
Od 1982 roku ukazuje się organ prasowy „Kuźnicy”, czasopismo „Zdanie”. Początkowo pismo wychodziło poza cenzurą, za zgodą Komitetu Krakowskiego PZPR, w formie tomów wydawanych przez Wydawnictwo Literackie, a następnie Krajową Agencję Wydawniczą. Pierwszym redaktorem naczelnym „Zdania” był Józef Lipiec. W późniejszym okresie pismo ukazywało się jako miesięcznik, następnie kwartalnik, wreszcie – półrocznik.

### Kowadło Kuźnicy w latach 1976–1986
Od 1976 roku „Kuźnica” przyznaje nagrodę Kowadła Kuźnicy, w uznaniu działalności, osiągnięć i dzieł laureatów wyróżnienia. Laureatami Kowadła w pierwszym okresie działalności „Kuźnicy”, tj. do 1983 roku, byli: Janina Dziarnowska, Ryszard Frelek, Tadeusz Hołuj (pośmiertnie), Henryk Jabłoński, Ryszard Kapuściński, Włodzimierz Kowalski, Wincenty Kućma, Władysław Loranc, Tadeusz Łomnicki, Edmund Osmańczyk, Kazimierz Smoleń, Bogdan Suchodolski, Jan Szczepański, Andrzej Wajda, Roman Wionczek, Dom Kultury Zakładów Chemicznych „Oświęcim”, a także – jako ostatnie Kowadło przyznane w tym okresie działalności „Kuźnicy – Maciej Szumowski i zespół „Gazety Krakowskiej”.

### II okres „Kuźnicy”: Ośrodek Kultury Krakowska Kuźnica (1983–1989)
W styczniu 1983 roku „Kuźnica” została zmuszona przez najwyższe władze państwowe PRL do samorozwiązania. Wynikało to z przyjętej w okresie stanu wojennego przez Biuro Polityczne PZPR polityki równoważenia wpływów sił konserwatywnych i liberalnych w Partii, czyli tzw. „cięcia po skrzydłach”. „Kuźnica” stała się ofiarą tej polityki jako symbol sił reformatorskich w PZPR. Działalność krakowskiej lewicowej inteligencji mogła jednak być kontynuowana pod firmą „Ośrodek Kultury Krakowska Kuźnica”, korzystając z przychylności władz miejskich Krakowa. Ze stowarzyszenia podporządkowanego Komitetowi Krakowskiemu PZPR „Kuźnica” przekształciła się w miejski ośrodek kultury podporządkowany władzom miasta i umieszczony pod kuratelą Komitetu Krakowskiego PZPR. W tej formule „Kuźnica” przetrwała do końca Polski Ludowej. W tym okresie działacze „Kuźnicy” starali się wpływać w kierunku liberalizacji i demokratyzacji systemu. Formalnie Ośrodek Kultury Krakowska Kuźnica rozwiązano w 1990 roku.

### III okres „Kuźnicy”: Stowarzyszenie „Kuźnica” (od 1989 roku)
W styczniu 1989 roku, w zmieniających się realiach politycznych, powołano Stowarzyszenie „Kuźnica” – niezależne stowarzyszenie, niezwiązane formalnie z żadną partią polityczną, ale nawiązujące bezpośrednio, ideowo i personalnie, do dawnego Klubu Twórców i Działaczy Kultury „Kuźnica” oraz Ośrodka Kultury Krakowska Kuźnica. Przewodniczącym „Kuźnicy” został prof. Hieronim Kubiak. Powołano wówczas Fundację Kuźnica. Od 1992 roku „Kuźnica” ma swoją siedzibę w lokalu przy ulicy Miodowej 41 na Kazimierzu.
„Kuźnica” jest jedyną organizacją skupiającą intelektualistów, która powołana w ramach PZPR, przetrwała samą partię i potrafiła przetrwać w nowych warunkach społeczno-politycznych i wypełnić nowe wymagania organizacyjne. Po transformacji ustrojowej „Kuźnica” stała się miejscem ponadpartyjnej debaty i refleksji intelektualnej polskiej lewicy.
Jako ponadpartyjna organizacja intelektualna polskiej lewicy, „Kuźnica” zdołała zgromadzić w swoich szeregach (oraz w swoich władzach – w Radzie „Kuźnicy”) zarówno bezpartyjnych ludzi lewicy, jak członków Sojuszu Lewicy Demokratycznej, Partii „Razem” i Inicjatywy Polska.
W dalszym ciągu elementem środowiska „Kuźnicy” jest czasopismo „Zdanie”, którego redaktorem naczelnym w latach 2000–2020 był Edward Chudziński, a po nim został redaktorem naczelnym Paweł Sękowski. Pewna liczba książek ukazała się w ramach serii wydawniczej „Biblioteka Kuźnicy”. Autorami książek wydanych w tej serii są: Eugeniusz Duraczyński, Jerzy Hausner, Jerzy Huczkowski, Paweł Kozłowski, Hieronim Kubiak, Bronisław Łagowski, Karol Modzelewski, Andrzej Walicki. 29 maja 2025 odbył się w Sali Obrad Rady Miasta Krakowa jubileusz pięćdziesięciolecia „Kuźnicy”.

### Kowadło Kuźnicy po 1989 roku
Po 1989 roku „Kuźnica” kontynuowała praktykę honorowania cenionych przez członków stowarzyszenia osób i instytucji, twórców i autorytetów życia publicznego, nagrodą Kowadła. Kowadło „Kuźnicy” otrzymali: Zygmunt Bauman, Edward Chudziński, Włodzimierz Cimoszewicz, Kazimierz Dejmek, Jerzy Hausner, Józef Hen, Krzysztof Jasiński, Grzegorz Kołodko, Tadeusz Kowalik, Aleksander Krawczuk, Jolanta Kwaśniewska, Jacek Kuroń, Olga Lipińska, Bronisław Łagowski, Ewa Łętowska, Aleksander Małachowski, Henryk Markiewicz, Władysław Markiewicz, Andrzej Mencwel, Karol Modzelewski, Lucjan Motyka, ks. Stanisław Musiał (pośmiertnie), Wiesław Myśliwski, Mieczysław Rakowski, Janusz Reykowski, Andrzej Romanowski, Lech Michał Rościszewski, Adam Schaff, Andrzej Seweryn, Marian Stępień, Magdalena Środa, Janusz Tazbir, Józef Tejchma, Jerzy Trela, Marian Turski, Andrzej Urbańczyk (1946–2001) (pośmiertnie), Marek Waldenberg, Andrzej Walicki, Andrzej Werblan, Jerzy Wiatr, Jan Widacki, Jan Woleński, Festiwal Kultury Żydowskiej i jego inicjatorzy Janusz Makuch i Krzysztof Gierat, Społeczny Komitet Odnowy Zabytków Krakowa, tygodnik „Przegląd” i jego redaktor naczelny Jerzy Domański, miesięcznik „Dziś”, dwumiesięcznik „Res Humana”, Międzynarodowe Targi Sztuki Ludowej i ich inicjator Józef Spiszak.

## Działalność polityczna (od 2019)
Przed wyborami parlamentarnymi w 2019 roku, Rada Stowarzyszenia Kuźnica udzieliła poparcia Sojuszowi Lewicy Demokratycznej, oraz rekomendowała kandydaturę przewodniczącego Kuźnicy, Pawła Sękowskiego do Senatu z okręgu Krakowskiego, oraz byłego wiceministra kultury Rafała Skąpskiego jako kandydata do Senatu w Nowym Sączu. Ostatecznie ze względu na „Pakt Senacki”, żaden z kandydatów Kuźnicy do Senatu nie wystartował. Z ramienia komitetu SLD w Sejmie IX kadencji znalazło się dwoje reprezentantów Kuźnicy Maciej Gdula i Daria Gosek-Popiołek, która przystąpiła do stowarzyszenia w trakcie kadencji Sejmu.
3 października 2023 roku, Rada Stowarzyszenia Kuźnicą wyraziła poparcie i wezwała do oddania głosu na Komitet Wyborczy Nowa Lewica jednoczącego Nową Lewicę, Razem, Polską Partię Socjalistyczną, Unię Pracy i inne lewicowe organizacje społeczno-polityczne w wyborach do Sejmu oraz na kandydatów paktu senackiego opozycji demokratycznej do Senatu. Kuźnica wezwała jednocześnie do odmowy przyjęcia karty do głosowania w „referendalnej farsie". Z ramienia Stowarzyszenia Kuźnica w wyborach wystartowało kilkoro członków stowarzyszenia w okręgach nr 12, 13, 14 i 15. Mandat w Sejmie Rzeczypospolitej Polskiej X kadencji uzyskała Daria Gosek-Popiołek. Reprezentanci Kuźnicy znaleźli się również na listach KKW Lewica do Sejmiku Województwa Małopolskiego, jednak komitet nie uzyskał mandatów ze względu na nieprzekroczenie 5% progu wyborczego w województwie. Prof. Joanna Hańderek uzyskała natomiast mandat radnej Krakowa z list Koalicji Obywatelskiej, kandydując z rekomendacji Nowej Lewicy w ramach porozumienia między tymi partiami. W kwietniu 2024 Joanna Hańderek została rekomendowana przez Stowarzyszenie Kuźnicą oraz Nową Lewicę na kandydatkę KKW Lewica do Parlamentu Europejskiego z okręgu wyborczego obejmującego województwo małopolskie i świętokrzyskie.

## Prezesi
Kolejnymi prezesami „Kuźnicy” byli:
- Tadeusz Hołuj,
- Hieronim Kubiak,
- Andrzej Urbańczyk,
- Andrzej Kurz,
- Jerzy Hausner,
- ponownie Hieronim Kubiak,
- ponownie Andrzej Kurz,
- Paweł Sękowski[8] (od stycznia 2018 roku).

Honorowym prezesem „Kuźnicy” od 2014 roku był Hieronim Kubiak (zm. w 2024).